# Capitan Tsubasa - Holly e Benji
Capitan Tsubasa - Holly e Benji (キャプテン翼?, Kyaputen Tsubasa) è un manga spokon sul calcio scritto e disegnato da Yōichi Takahashi nel 1981. Il fumetto narra la storia di Tsubasa Ozora, un fuoriclasse del calcio giapponese che, dopo essere cresciuto nella scuola Nankatsu, a 15 anni lascia il Giappone per avventurarsi nel calcio brasiliano e, successivamente, diventa professionista prima in Brasile e poi in Europa.
Il manga si compone di cinque serie principali: Capitan Tsubasa, World Youth, Road to 2002, Golden-23 e Rising Sun, più numerosi speciali e one-shot brevi. Le prime tre serie hanno dato vita in seguito ad altrettante serie anime, trasmesse anche in italiano con il titolo Holly e Benji. Per Capitan Tsubasa sono stati inoltre realizzati quattro film ed un OAV.
Capitan Tsubasa ha riscosso molto successo sia in Giappone che nel resto del mondo. In Italia è una delle serie più amate. 
Capitan Tsubasa ha inoltre contribuito a diffondere il calcio in Giappone e molti ritengono che sia stato uno dei fattori che hanno contribuito al miglioramento di prestazioni della nazionale nipponica. In tal senso alcuni calciatori famosi stessi, come Hidetoshi Nakata e Alessandro Del Piero, sono stati ispirati dalla serie, che ha contribuito a far nascere e crescere in loro la passione per il gioco del calcio.

## Trama

### Capitan Tsubasa - Holly e Benji
Tsubasa Ozora è un ragazzino giapponese con una passione e un talento smisurati per il calcio e che sogna di vincere il mondiale. Insieme alla sua famiglia si trasferisce nella città di Nankatsu, dove si iscrive alla scuola pubblica per l'ultimo anno delle elementari. Dopo aver conosciuto Ryo Ishizaki, capitano della squadra di calcio scolastica, decide di sfidare il portiere della rivale Shutetsu, Genzo Wakabayashi, che gode della fama di essere pressoché imbattibile, primato che terminerà per colpa di Tsubasa. Lo stesso giorno della sfida Tsubasa conosce Roberto Hongo, grande giocatore brasiliano di origine giapponese, salvato dal padre di Tsubasa qualche tempo prima, dopo che aveva cercato di suicidarsi per via di un problema agli occhi che lo aveva costretto a terminare la carriera anzitempo. In segno di gratitudine diventerà l'allenatore personale di Tsubasa e ne affinerà la tecnica. Dopo essere entrato nel club di calcio della Nankatsu, Tsubasa inizia la sua prima partita giocando come difensore nel derby con la rivale Shutetsu, impedendo a Izawa, Taki e Kisugi di segnare nel primo tempo, mentre nella ripresa si sposta in attacco permettendo alla sua squadra di uscire imbattuta per la prima volta dal confronto con i rivali. In seguito viene creata una squadra con i migliori elementi di tutte le scuole della città per affrontare il campionato nazionale, e Tsubasa ne diventa la punta, trascinando la Nankatsu alla vittoria finale contro il Meiwa di Kojiro Hyuga.
Negli anni delle medie, Tsubasa, mentre gioca con la squadra delle medie Nankatsu, vince tutti i tre campionati nazionali, battendo la Toho di Hyuga nei primi due e pareggiando dopo i supplementari la finale del terzo, sempre contro la Toho, nonostante un serio infortunio alla spalla sinistra e alla gamba destra. Il suo obiettivo è vincere per raggiungere in Brasile Roberto per diventare un giocatore professionista. In questi tre anni Tsubasa retrocede nella posizione di regista, che non abbandonerà più. Convocato per la Nazionale Under-15 giapponese, vince il torneo di Parigi, una sorta di mondiale giovanile, guidando la sua squadra come capitano alla vittoria in finale contro la Germania Ovest di Karl Heinz Schneider. Al rientro in patria consegue la licenza media, si allena con una squadra di professionisti e debutta nella nazionale maggiore nell'amichevole contro il Paraguay Inoltre si fidanza con Sanae Nakazawa e parte per il Brasile.

### World Youth
Tsubasa è entrato nel San Paolo e vince il campionato brasiliano battendo in finale il Flamengo di Carlos Santana. Intanto in Italia Shingo Aoi entra nella squadra primavera dell'Inter. In Giappone, nel frattempo, la nazionale si prepara per il World Youth. Senza Hyuga, Shun Nitta, i gemelli Tachibana, Hiroshi Jito, Makoto Soda e Taro Misaki, mandati ad affinare il loro talento lontano dal ritiro nipponico, la rappresentativa supera con difficoltà il girone di qualificazione composto da Taiwan, Guam e dalla forte Thailandia. Poi, con il reintegro in squadra di questi sette, la compagine giapponese sconfigge nettamente Uzbekistan, Emirati Arabi Uniti, Arabia Saudita, Cina, Iraq e Corea, vincendo l'Asian Youth e qualificandosi ai mondiali Under-20 che si terranno in Giappone.
Misaki si infortuna in un incidente stradale ma il Giappone, anche senza di lui, riesce a arrivare in finale sconfiggendo squadre molto forti come il Messico del portiere Espadas, l'Uruguay degli attaccanti Hino e Victorino, l'Italia del portiere Hernandez e del libero Gentile, la Svezia dell'attaccante Levin e i Paesi Bassi del regista Kluivoort. In finale si affrontano il Giappone e il Brasile dei talenti Santana e Natureza. Grazie a Misaki, il quale entra in campo anche se non del tutto guarito, Tsubasa e Hyuga, i nipponici riescono a imporsi per 3-2 e a conquistare il World Youth. Al termine del torneo Tsubasa si sposa con Sanae, e i ragazzi della generazione d'oro del calcio giapponese si affacciano al mondo del calcio professionistico.

### Road to 2002
Dopo aver lasciato il Brasile, Tsubasa firma con il Barcellona e si trasferisce nella città catalana con Sanae. Il giovane giapponese dopo aver mostrato le sue doti in allenamento viene però spostato nella squadra riserve, in quanto il suo ruolo in prima squadra è occupato dal miglior giocatore del mondo, Rivaul. In seguito alle sue brillanti prestazioni nel Barcellona B, e ad alcuni problemi fisici accusati da Rivaul che hanno coinciso con una crisi di risultati del Barcellona, Tsubasa viene però richiamato in prima squadra alla vigilia della sfida col Real Madrid del suo rivale Natureza, partita che vedrà vincere i blaugrana sulle merengues per 6-5, con gol decisivo di Tsubasa.
Hyuga intanto firma per la Juventus, ma al suo debutto in Serie A patisce il divario fisico con gli avversari, rendendosi conto di aver bisogno di maggior tempo e preparazione per irrobustire il suo fisico squilibrato. Per questo accetta il prestito alla Reggiana in Serie C1 per acquisire esperienza e completare il suo lavoro fisico. In Germania Wakabayashi rifiuta l'offerta dell'amico-rivale Schneider di passare al Bayern Monaco. Tuttavia una sua leggerezza in occasione della sfida proprio contro il Bayern, che condanna l'Amburgo alla sconfitta, fa incrinare i rapporti tra lui e la società. 
Il resto della generazione d'oro, con il ristabilito Misaki che torna a giocare firmando per lo Júbilo Iwata, fa il suo debutto nel secondo stage in J. League, mentre in Italia Akai debutta in Serie B con la Sampdoria e Aoi viene ceduto in prestito dall'Inter all'Albese, in C1.

### Golden 23
Il Giappone si prepara alle qualificazioni per le Olimpiadi di Madrid senza i giocatori impegnati all'estero. L'allenatore Kira convoca il resto della generazione d'oro, più alcuni nuovi innesti. In vista delle eliminatorie, l'Under-22 nipponica si prepara con tre amichevoli, vincendo la prima contro la Danimarca e la terza contro il Paraguay e pareggiando la seconda contro la forte Nigeria. In Europa Tsubasa vive un momento magico, con lui in campo il Barcellona si è riportato in lotta per il titolo e i compagni riconoscono in lui il degno sostituto dell'infortunato Rivaul. Inoltre sconfigge in campionato il suo rivale Santana, che è in lotta con lui per il ruolo di capocannoniere. Infine dal punto di vista privato Sanae lo renderà presto padre, essendo in gravidanza. Meno bene se la passa Wakabayashi in Germania, dato che è in rotta con l'allenatore Seemann dopo i fatti di Bayern-Amburgo. Costretto in panchina, il portiere decide di aggregarsi alla nazionale per le qualificazioni alle Olimpiadi.
Nelle qualificazioni asiatiche il Giappone supera agevolmente la prima fase vincendo il proprio girone a punteggio pieno e qualificandosi al terzo e ultimo turno, in cui ottiene il pass olimpico grazie a una rimonta in classifica ai danni dell'Australia, con cui termina a pari punti in vetta alla classifica e che supera per la differenza reti negli scontri diretti.

### Rising Sun
Dopo i festeggiamenti per aver ottenuto il titolo nel campionato spagnolo col Barcellona, Tsubasa rientra brevemente in Giappone con Sanae, ormai prossima al parto, per poi raggiungere il ritiro della nazionale olimpica giapponese in Messico. Dopo due test contro i pari grado della Nuova Zelanda e del Messico, Kira dirama la lista dei 23 convocati per Madrid. Il sorteggio pone gli asiatici in un girone di ferro con Paesi Bassi, Argentina e Nigeria, ma a scapito delle aspettative il Giappone si impone in tutti e tre gli incontri e si presenta alla fase a eliminazione diretta da prima del girone. Il Brasile, guidato da Rivaul, pareggia nel suo girone contro la Germania ottenendo il primo posto grazie alla differenza di reti, mentre la Germania supera il girone come seconda. Ai quarti di finale la Spagna batte il Messico, la Francia prevale sugli Stati Uniti, invece il Brasile vince sull'Argentina, mentre il Giappone affronta la Germania, la partita sarà molto combattuta ma il Giappone sconfigge la squadra avversaria nel secondo tempo supplementare. Nella prima semifinale il Brasile, dopo aver battuto facilmente la Francia, si qualifica per la finale dove affronterà la vincitrice tra Giappone-Spagna.

## Personaggi
Nell'edizione italiana dei manga si sono mantenuti i nomi originali dei personaggi, mentre negli anime (ad eccezione di quello del 2018) gran parte dei nomi sono stati anglicizzati. Questi vengono riportati tra parentesi. Il protagonista della serie è Tsubasa Ozora (Oliver Hutton), un ragazzo con un grande talento per il calcio che sogna di vincere il mondiale col Giappone. Occupa il ruolo inizialmente di centravanti e poi di centrocampista offensivo. La sua carriera lo porta a vestire la maglia della Nankatsu da bambino e di passare al professionismo giocando per il San Paolo in Brasile e per il Barcellona in Spagna, oltre che a diventare il capitano della nazionale giovanile giapponese. I coprotagonisti sono gli altri componenti della cosiddetta generazione d'oro del calcio giapponese, i cui membri più rappresentativi sono i portieri Genzo Wakabayashi (Benjamin Price) e Ken Wakashimazu (Ed Warner), e i giocatori Taro Misaki (Tom Becker), Ryo Ishizaki (Bruce Harper), Kojiro Hyuga (Mark Lenders), Jun Misugi (Julian Ross), Hikaru Matsuyama (Philip Callaghan), Kazuo e Masao Tachibana (James e Jason Derrick) e Aoi Shingo (Rob Denton).
Nel corso della loro carriera i giocatori giapponesi militano in diverse formazioni di club e nazionali e si affrontano prima tra di loro e poi contro numerosi avversari in tutto il mondo. Vengono così introdotti, tra gli altri, l'argentino Juan Diaz (Jorge Ramirez), i brasiliani Carlos Santana, Natureza e Rivaul, i francesi El Cid Pierre (Pierre Le Blanc) e Luis Napoleon, il tedesco Karl Heinz Schneider, l'italiano Gino Hernandez (Dario Belli), lo svedese Stephan Levin, gli uruguayani Ryoma Hino (Nico Holder) e Ramon Victorino (Ruben Pablo) e lo spagnolo Michael. Per aumentare il senso di realismo, inoltre, con il debutto professionistico dei protagonisti nei maggiori campionati europei, l'autore inserì numerosi giocatori reali, storpiandone in qualche caso solo i nomi.

## Storia editoriale

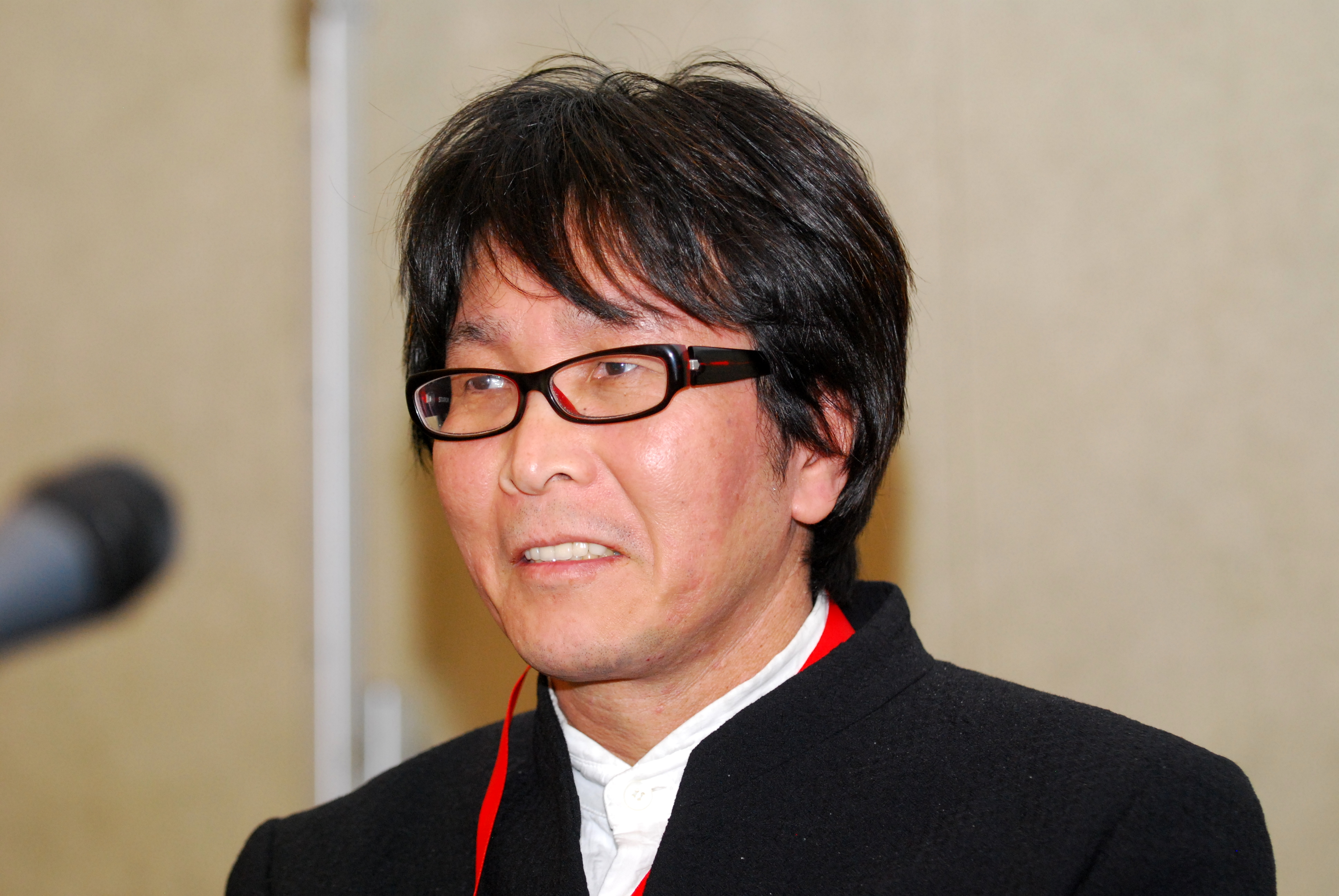
L'autore del manga, Yōichi Takahashi, al Lucca Comics & Games 2011

L'episodio pilota della serie fu realizzato nel 1980 da un Yōichi Takahashi appena ventenne. Takahashi si era appassionato al calcio guardando i mondiali del 1978 e ispirato alle vicende del giovane calciatore giapponese in Brasile Musashi Mizushima, decise di realizzare una storia autoconclusiva con soggetto proprio questo sport. Il one-shot, lungo circa 30 pagine e intitolato Captain Tsubasa, venne pubblicato sulla rivista Weekly Shōnen Jump e narrava la storia di un ragazzino, Tsubasa Taro, che aspira a vincere il campionato studentesco. La sua squadra, la Nankatsu, affronta nella finale del torneo la Shutetsu del fortissimo portiere Genzo Wakabayashi, riuscendo alla fine a batterla per 1-0 grazie al gol su punizione di Tsubasa. Takahashi dichiarò di aver basato la storia sulla rivalità tra un portiere e un attaccante perché influenzato dal baseball, sport che aveva praticato ai tempi del liceo e che si basa essenzialmente sullo scontro tra lanciatore e battitore. In seguito al successo della storia, che vinse il "premio mensile opera scelta", la casa editrice Shūeisha diede a Takahashi il nullaosta per la realizzazione di una serie intera sulle avventure di Tsubasa e così l'anno dopo sul numero 18 di Weekly Shōnen Jump apparve il primo capitolo di Capitan Tsubasa. Alcuni cambiamenti introdotti nel passaggio dall'episodio pilota alla serie vera e propria furono il nome del protagonista in Tsubasa Ozora, il nome della ragazza di Tsubasa da Aki a Sanae e la rimozione della rivalità amorosa tra Tsubasa e Wakabayashi.
Il manga narra la storia di Tsubasa, un giovane talento giapponese di pallone, che, dopo essere cresciuto nella scuola Nankatsu e aver vinto quattro campionati nazionali giovanili e un mondiale U-16, a 15 anni lascia il Giappone per avventurarsi nel calcio brasiliano. Il manga è suddiviso ufficialmente in tre saghe: Kids' Dream (volumi 1-13), relativo al campionato delle elementari, Boys' Fight (volumi 13-25), relativo al campionato delle medie, e J Boys' Challenge (volumi 25-37), relativo al mondiale giovanile di Parigi. Dopo i primi capitoli la serie aveva acquisito notevole popolarità tra i lettori balzando nei primi posti in classifica nei sondaggi, cosa che ne garantì la prosecuzione fino al 1988. Takahashi ha dichiarato che inizialmente era previsto che Tsubasa partisse per il Brasile con Roberto Hongo subito dopo la vittoria del campionato delle elementari, per poi confrontarsi con nuovi avversari brasiliani, ma che poi, essendosi i lettori affezionati agli avversari giapponesi del protagonista, decise di rimandare la partenza per il Brasile di Tsubasa e di disegnare un altro campionato nazionale scolastico, questa volta delle scuole medie. Takahashi ha anche affermato che inizialmente la finale tra Nankatsu e Toho avrebbe dovuto terminare con la vittoria solitaria della Nankatsu, ma che poi decise di premiare gli sforzi di Kojiro Hyuga facendo vincere entrambe le squadre ex aequo. Gli episodi usciti su Weekly Shōnen Jump furono in seguito raccolti in 37 tankōbon, pubblicati in Giappone dal gennaio 1982 al marzo 1989. In seguito uscì una ristampa di 21 volumi sotto l'etichetta Jump Comics.
Nel 1993, dopo essersi dedicato alla realizzazione di manga sportivi sul pugilato (Chibi) e sul baseball (Ace), Takahashi decise di tornare a lavorare a Capitan Tsubasa, ideandone un seguito. Nel Giappone dei primi anni novanta si stava assistendo infatti a un rapido aumento di interesse per il calcio, in concomitanza con la nascita nel 1991 della J. League, il campionato professionistico giapponese, e con la vittoria nipponica nel 1992 della Coppa d'Asia. Nel 1993 quindi l'autore realizzò uno speciale, Capitan Tsubasa Saikyo no teki Holland Youth, pubblicato sui numeri 14-18 di Weekly Shōnen Jump, prologo alla serie vera e propria, che narrava di tre partite amichevoli tra Giappone e Paesi Bassi in vista del World Youth, ovvero il mondiale Under-20. Un anno dopo esordì la serie regolare, Capitan Tsubasa World Youth, serializzata sempre su Weekly Shōnen Jump dal 18 aprile 1994 al 25 agosto 1997, che narrava della carriera calcistica di Tsubasa in Brasile, quella di Shingo Aoi in Italia, e della partecipazione della nazionale giapponese giovanile al mondiale Under-20. Nel corso della pubblicazione sorsero degli attriti tra Takahashi e l'editore, che sollecitò la conclusione affrettata del manga. Per questo, dopo aver raccontato i quarti di finale del torneo, l'autore fu costretto a riassumere le semifinali in due sole pagine e dedicare alla finale solo un volume e mezzo. In seguito l'opera fu ristampata in 18 tankōbon usciti tra il dicembre 1994 e il novembre 1997. Una ristampa in 12 kanzenban fu pubblicata tra il 2004 e il 2005.
Per celebrare gli allora imminenti mondiali in Giappone e Corea del Sud, nel 2001 Takahashi ritornò con una nuova serie: Capitan Tsubasa Road to 2002. Con i personaggi ormai adulti e i lettori, che avevano seguito la serie nel corso dei suoi vent'anni di vita, anch'essi cresciuti, Road to 2002 cambiò target da shōnen a seinen e si trasferì sulle pagine della rivista di Shueisha Weekly Young Jump. Il mutamento di target ebbe ripercussioni anche sullo stile e sulla narrazione, che si fece più realistica sotto il profilo sportivo, con una minore incidenza dei singoli giocatori sull'esito delle partite e un focus maggiore sulla componente tattica. La storia narra il cammino dei giocatori giapponesi nel calcio professionistico, con Tsubasa che viene ingaggiato dal Barcellona, Wakabayashi che gioca nell'Amburgo, Hyuga che si trasferisce alla Juventus prima e alla Reggiana poi, Aoi che passa all'Albese e gli altri giocatori della generazione d'oro giapponese che fanno il loro debutto nella J. League. La serie continuò fino al 2004 e i capitoli vennero poi raccolti in 15 tankōbon. Una ristampa in 10 bunkobon fu pubblicata nel 2008.
Nel 2005 Takahashi iniziò a disegnare una quarta serie, Capitan Tsubasa Golden 23, che esordi sul n. 45 di Weekly Young Jump del 6 ottobre 2005. Essa si pone come continuazione della precedente, con i giocatori giapponesi alle prese con la preparazione e la fase asiatica di qualificazione alle Olimpiadi, e il contemporaneo impegno di Tsubasa, Wakabayashi, Hyuga e Aoi nei rispettivi campionati europei. La serie si concluse nel 2008 e venne raccolta in 12 volumi e successivamente ristampata, nel 2010, in 8 bunkobon. A questa fecero seguito due miniserie: Capitan Tsubasa kaigai gekitō hen in calcio, pubblicato nel corso del 2009 su Weekly Young Jump e raccolto in due volumi tankōbon, incentrato sulle vicende italiane di Hyuga alla Reggiana e di Aoi all'Albese e la promozione delle rispettive squadre in serie B; e Capitan Tsubasa kaigai gekitō hen en la Liga, pubblicato dal 2010 al 2012 su Weekly Young Jump e raccolto poi in sei tankōbon, che racconta la sfida di ritorno tra Real Madrid e Barcellona e la conclusione del campionato spagnolo.
Il 28 dicembre 2013 è iniziata la pubblicazione di Capitan Tsubasa Rising Sun, il prosieguo di Golden 23 che vede gli esponenti della generazione d'oro del calcio giapponese impegnati nella fase finale delle Olimpiadi di Madrid. Rispetto al passato la pubblicazione è passata sul bimensile Grand Jump, sempre edito da Shūeisha. La serializzazione in tankōbon ha avuto inizio con il primo volume pubblicato in Giappone il 19 maggio 2014, raggiungendo con il sesto albo di questa serie nel giugno 2017 la quota di cento tankōbon pubblicati nell'arco dell'intera saga. Nell'aprile 2020, dopo una sospensione di alcuni mesi, Rising Sun si è trasferita sulla nuova testata Captain Tsubasa Magazine, supplemento bimestrale di Grand Jump. Nel gennaio 2023 si conclude Rising Sun: il secondo tempo della semifinale Giappone-Spagna e la finale delle Olimpiadi verranno raccontate nella nuova serie Captain Tsubasa Rising Sun: The final i cui primi due capitoli sono stati pubblicati nell'aprile 2023 sulla stessa rivista; l'autore ha annunciato, inoltre, che si tratterà della serie conclusiva del manga. Nel gennaio 2024, sulle pagine della rivista Captain Tsubasa Magazine, l'autore ha annunciato il pensionamento per i crescenti problemi di salute che lo affliggono da diversi anni rallentandone il ritmo di disegno, rammaricandosi per non essere riuscito a concludere l'arco olimpico come avrebbe voluto. Gli ultimi capitoli di Rising Sun The Final sono usciti ad aprile 2024 sull'ultimo numero della rivista, e la serie si è conclusa con la pubblicazione degli ultimi capitoli sotto forma di storyboard sul sito Captain Tsubasa World. 

### Pubblicazioni

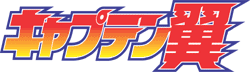
Logo originale della serie

Le serie, speciali e one-shot di Capitan Tsubasa sono:
- Capitan Tsubasa (キャプテン翼?, Kyaputen Tsubasa), serie regolare pubblicata su Weekly Shōnen Jump dal 1981 al 1988 e raccolta in 37 volumi tankōbon.
- Capitan Tsubasa – Taro Misaki Story (ボクは岬太郎?, Boku wa Misaki Tarō), speciale pubblicato sulla rivista Fresh Jump da maggio a giugno 1984. Racconta della decisione di Misaki Taro di seguire il padre in Francia invece di andare a vivere con la madre. È stato pubblicato in Giappone nell'albo Netto Special e nel dodicesimo tankōbon di Golden 23.
- Capitan Tsubasa World Youth Special (キャプテン翼 ワールドユース特別編 最強の敵! オランダユース?, Capitan Tsubasa World Youth tokubetsu hen saikyo no teki! Holland Youth), speciale pubblicato da marzo ad aprile 1993 sui numeri dal 14 al 18 di Weekly Shōnen Jump e in seguito raccolto in un volumetto nel 1996. Si colloca tra la fine della prima serie e l'inizio di World Youth, e narra della finale del campionato delle superiori tra Nankatsu e Toho, vinta dal Toho per 2-1, e di una serie di amichevoli tra Giappone e Paesi Bassi in preparazione del campionato mondiale U-20.
- Capitan Tsubasa World Youth (キャプテン翼 ワールドユース編?, Kyaputen Tsubasa Wōrudo Yūsu hen), serie regolare pubblicata su Weekly Shōnen Jump dal 1994 al 1997 e raccolta poi in 18 volumi.
- Capitan Tsubasa 2000 Millennium Dream (キャプテン翼2000 MILLENNIUM DREAM?, Kyaputen Tsubasa 2000 Millennium Dream), speciale pubblicato nel 2000 sulla rivista Weekly Young Jump e raccolto nell'antologia Tanpenshū Dream Field. Narra della finale delle Olimpiadi di Sydney 2000 tra Giappone e Brasile, con Tsubasa che si riprende da un infortunio grazie all'agopuntura e gioca gli ultimi 15 minuti.
- Capitan Tsubasa Road to 2002 (キャプテン翼 ROAD TO 2002?, Kyaputen Tsubasa Road to 2002), serie regolare pubblicata su Weekly Young Jump dal 2001 al 2004 e in seguito raccolta in 15 volumi.
- Capitan Tsubasa Road to 2002 Final Countdown (キャプテン翼 ROAD TO 2002 Final Countdown?, Kyaputen Tsubasa Road to 2000 Final Countdown), speciale pubblicato su Weekly Young Jump nel luglio 2002 e raccolto nell'antologia Tanpenshū Dream Field. Ambientato alla vigilia dei Mondiali 2002, narra di un'amichevole di preparazione al torneo tra la nazionale maggiore giapponese, formata da tutti gli elementi della generazione d'oro, e quella olandese, anch'essa composta da molti giovani tra cui Brian Kruyffort.
- Capitan Tsubasa Road to 2002 tokubetsu hen FC Real Bristol Stadium Opening Match (キャプテン翼 ROAD TO 2002 特別編 F.C.R.B. STADIUM OPENING MATCH?, Kyaputen Tsubasa Road to 2002 special story F.C.R.B. Stadium Opening Match), one-shot pubblicato da Shueisha sulla rivista Mankaku a giugno 2004 e finalizzato a celebrare l'inaugurazione dello stadio dell'immaginaria squadra giapponese FC Real Bristol. Narra della partita tra due all star capitanate da Tsubasa e Hyuga[22].
- Capitan Tsubasa Road to 2002 - Go for 2006 (キャプテン翼 ROAD TO 2002→ GO FOR 2006?, Kyaputen Tsubasa Road to 2002→ Go for 2006), appendice di Road to 2002 pubblicata su Weekly Young Jump da aprile a maggio 2004 e inserita nel quindicesimo volume di Road to 2002. Narra dei primi giorni di Hyuga e Aoi nelle loro nuove squadre in serie C, il primo a Reggio Emilia per giocare con la Reggiana, il secondo invece nell'Albese.
- Capitan Tsubasa Golden Dream (キャプテン翼 GOLDEN DREAM?, Kyaputen Tsubasa Golden Dream), speciale pubblicato su Weekly Young Jump nell'agosto 2004. Narra di un'amichevole in Giappone tra il Barcellona di Tsubasa, in tour in oriente, e il Júbilo Iwata di Misaki.
- Capitan Tsubasa 25th Anniversary (キャプテン翼 25th ANNIVERSARY?, Kyaputen Tsubasa 25th Anniversary), speciale pubblicato in cinque numeri su Weekly Young Jump da gennaio a marzo 2005 e raccolto poi nell'antologia Tanpenshū Dream Field. Celebra il 25º anniversario di pubblicazione della serie. Narra di un'amichevole tra Giappone e resto del mondo, con una selezione di giocatori scelti dai lettori attraverso un sondaggio via Internet.
- Capitan Tsubasa Golden 23 (キャプテン翼 GOLDEN-23?, Kyaputen Tsubasa Golden 23), serie regolare pubblicata su Weekly Young Jump dal 2005 al 2008 e raccolta in 12 volumi.
- Capitan Tsubasa Golden 23 Japan Dream 2006 (キャプテン翼 GOLDEN-23 JAPAN DREAM 2006?, Kyaputen Tsubasa Golden 23 Japan Dream 2006), one-shot pubblicato su Weekly Young Jump nel luglio 2006 e raccolto poi nell'antologia Tanpenshū Dream Field. Narra di un'amichevole tra la nazionale giapponese di Nakata e Nakamura e la nazionale olimpica Under-23 giapponese di Tsubasa, Hyuga e Wakabayashi in vista dei Mondiali 2006.
- Capitan Tsubasa tanpenshū Dream Field (キャプテン翼短編集 DREAM FIELD?, Kyaputen Tsubasa tanpenshū Dream Field), collezione di storie brevi composta da due volumi, pubblicati il 1º maggio e il 19 luglio 2006. Raccoglie le storie 2000 Millennium Dream, Road to 2002 Final Countdown, Golden Dream, 25th Anniversary e Golden 23 Japan Dream 2006.
- Capitan Tsubasa Golden 23 Wish for Peace in Hiroshima (キャプテン翼 GOLDEN-23 WISH FOR PEACE IN HIROSHIMA?, Kyaputen Tsubasa Golden 23 Wish for Peace in Hiroshima), speciale in due capitoli pubblicati tra luglio e agosto su Monthly Young Jump e raccolto poi nel 12º volume di Golden 23. Si inserisce nel contesto di Golden 23 e narra di una partita amichevole in vista delle Olimpiadi tra il Giappone e la Grecia.
- Capitan Tsubasa Endless Dream (キャプテン翼 ENDLESS DREAM?, Kyaputen Tsubasa Endless Dream), speciale pubblicato il 4 agosto 2008 sul numero 36 di Weekly Shōnen Jump[23] e che celebra il quarantennale della rivista giapponese. Ambientato ai tempi delle elementari, poche settimane dopo la partenza di Roberto per il Brasile, narra la partita tra Nankatsu e Shutetsu: nelle due squadre si aggregano però giocatori che nella serie originale giocavano in compagini differenti, come Hyuga, Matsuyama, i Tachibana, Wakashimazu. Lo speciale è stato ristampato all'interno del tredicesimo volume di Rising Sun.
- Capitan Tsubasa kaigai gekitō hen in calcio (キャプテン翼 海外激闘編 IN CALCIO?, Kyaputen Tsubasa kaigai gekitō hen in calcio), speciale pubblicato da maggio a settembre 2009 su Weekly Young Jump in 24 capitoli e in seguito raccolto in due volumi tankōbon il 19 maggio 2010. È incentrato sul big match di Serie C1 tra la Reggiana di Hyuga e l'Albese di Aoi, scontro diretto in chiave promozione disputato all'ultima giornata del campionato.
- Capitan Tsubasa kaigai gekitō hen en la Liga (キャプテン翼 海外激闘編 EN LA LIGA?, Kyaputen Tsubasa kaigai gekitō hen en la Liga), speciale pubblicato da febbraio 2010 ad aprile 2012 su Weekly Young Jump in 58 capitoli, raccolti poi in sei tankōbon. Si riallaccia a Golden 23, mostrando la sfida di ritorno tra Real Madrid e Barcellona allo stadio Bernabeu, importante ai fini della leadership della Liga e per il nuovo duello tra Tsubasa e Natureza.
- Capitan Tsubasa Tokubetsu hen Live Together 2010 (キャプテン翼 特別編 LIVE TOGETHER 2010?, Kyaputen Tsubasa Tokubetsu hen Live Together 2010), one-shot celebrativo per il trentennale della serie pubblicato a giugno 2010 su Monthly Young Jump. La storia si basa sull'amichevole premondiale tra Giappone e l'Argentina.
- Capitan Tsubasa Rising Sun (キャプテン翼 ライジングサン?, Kyaputen Tsubasa Raijingu San), serie regolare pubblicata su Grand Jump da dicembre 2013 e poi trasferita su Captain Tsubasa Magazine da aprile 2020.
- Capitan Tsubasa Kids Dream (キャプテン翼 KIDS DREAM?, Kyaputen Tsubasa Kids Dream), manga scritto e disegnato da Kunikazu Toda e pubblicato su Saikyō Jump da aprile 2018 al 2021 e successivamente raccolto in cinque volumi tankōbon usciti tra il 4 dicembre 2018[24] e il 4 aprile 2022.[25] Si tratta dell'adattamento a fumetti dei primi 28 episodi del remake animato del 2018 e rinarra la storia fino alla vittoria del campionato nazionale delle elementari e alle partenze di Roberto, Misaki e Wakabayashi[26].
- Capitan Tsubasa Boys Dream (キャプテン翼 BOYS DREAM?, Kyaputen Tsubasa Boys Dream), manga scritto e disegnato da Kunikazu Toda e pubblicato su Captain Tsubasa Magazine da aprile 2022. Si tratta di un sequel di Kids Dream nonché di un remake dell'arco del campionato delle scuole medie (corrispondente agli ultimi 24 episodi del remake animato del 2018). Il primo tankōbon è uscito il 4 ottobre 2023.[27]
- Capitan Tsubasa Memories (キャプテン翼 MEMORIES?, Kyaputen Tsubasa Memorī), serie spin-off di storie brevi che approfondisce il passato dei personaggi principali[28][29]. Pubblicata a capitoli a partire dal 2018 sulle riviste Grand Jump Premium e in seguito Captain Tsubasa Magazine in contemporanea col Rising Sun, oltre che su tankōbon (tre in totale, pubblicati tra il 2021[30] e il 2024[31][32]).
  - Capitan Tsubasa Memories: kore wa Nankatsu sho vs Shutetsu sho taikōsen tōjitsu ni okotta hanashi (キャプテン翼 MEMORIES～これは南葛小VS修哲小 対抗戦当日に起こった話～?, Kyaputen Tsubasa Memorī: kore wa Nankatsu sho vs Shutetsu sho taikōsen tōjitsu ni okotta hanashi), speciale pubblicato ad aprile 2018 su Grand Jump Premium e successivamente all'interno del nono volume di Rising Sun. È ambientato alla vigilia della sfida Nankatsu-Shutetsu di Capitan Tsubasa[33].
  - Capitan Tsubasa Memories: ore wa Wakabayashi Genzō da!! Super Great Goal Keeper no tanjō (キャプテン翼 MEMORIES～おれが若林源三だ!!~SGGKの誕生?, Kyaputen Tsubasa Memorī: ore wa Wakabayashi Genzō da!! Sūpā Gurēto Gōru Kīpā no tanjō), pubblicato su Captain Tsubasa Magazine nel 2020. Lo speciale in due parti, dedicato a Genzo Wakabayashi, comincia con Mikami all'ospedale dove sta per essere operato Wakabayashi, gravemente infortunatosi in seguito a uno scontro di gioco con il rivale Schneider in Giappone-Germania valido per i quarti di finale delle Olimpiadi. Parte un flashback che mostra come Mikami è diventato il personal trainer di Wakabayashi, come quest'ultimo è diventato noto come "Super Great Goal Keeper" e come la Shutetsu ha vinto il campionato nazionale l'anno prima che Tsubasa si trasferisse alla Nankatsu. Nel finale i medici comunicano a Mikami che l'intervento è riuscito e che Wakabayashi è fuori pericolo.
  - Memories 3 Ōzora-ka no hikkoshi (MEMORIES 3 大空家の引っ越し?), pubblicato su Captain Tsubasa Magazine tra il 2020 e il 2021. Lo speciale in quattro parti è incentrato sul passato di Tsubasa e della sua famiglia prima di trasferirsi a Nankatsu nella prefettura di Shizuoka. In particolare vengono mostrate le circostanze del primo incontro dei suoi genitori, la solitudine di Tsubasa da piccolo perché non conosceva coetanei con interessi in comune e infine l'incontro con la sua compagna di classe Yayoi, che lo introduce a un gruppo di studenti delle medie praticanti anch'essi il calcio, e infine il trasloco nella città di Nankatsu per permettere a Tsubasa di partecipare al campionato scolastico iscrivendosi alla scuola Shutetsu, anche se alla fine il protagonista deciderà di iscriversi alla Nankatsu.
  - Memories Boku wa Misaki Taro 2 (MEMORIES ボクは岬太郎2?), pubblicato su Grand Jump nel 2021 in occasione del quarantesimo anniversario della serie e non ancora raccolto in volume.[34] In parte ambientato nel presente durante una mostra d'arte del padre Ichiro a cui presenziano anche la madre Yumiko con la sua nuova famiglia, viene mostrato come Misaki, nel corso dei vari spostamenti con il padre pittore, si fosse fatto molti amici, in particolare viene approfondito come conobbe Matsuyama e gli altri giocatori della Furano. Vengono mostrati anche altri suoi vecchi compagni di scuola, come Mitsuru (personaggio comparso nel primo Boku wa Misaki Taro) e Azumi (conosciuta ai tempi delle medie a Parigi e suo potenziale interesse amoroso) che, per riconoscenza o affetto, decidono di recarsi a Madrid per fare il tifo per lui durante la semifinale olimpica tra Giappone e Spagna.
  - Memories 4 saikyō!! Meiwa FC densetsu (MEMORIES 4 最強!! 明和FC伝説?), pubblicato su Captain Tsubasa Magazine tra il 2021 e il 2024. Viene approfondito il passato dell'allenatore Kira e dei suoi allievi del Meiwa Kojiro Hyuga, Takeshi Sawada e Ken Wakashimazu. Nel primo capitolo vengono mostrati il passato di Kira e le circostanze in cui accetta l'incarico di allenatore della nazionale olimpica offertogli da Gamo e Katagiri. Nei capitoli successivi vengono mostrate le circostanze del primo incontro tra Hyuga e il futuro portiere Wakashimazu, e successivamente l'arrivo di Misaki che porterà per un breve periodo il Meiwa all'apice del proprio splendore.

### Edizioni italiane

Copertina del primo numero dell'edizione italiana di Capitan Tsubasa World Youth

L'adattamento italiano del manga è curato da Star Comics. La pubblicazione della prima serie iniziò a luglio 1998 sulla rivista Express al ritmo di un capitolo al mese. Su Express furono pubblicati i primi sedici capitoli del manga (corrispondenti ai primi nove capitoli dell'edizione tankōbon, ovvero ai primi due volumi e al primo capitolo del terzo volume) fino al n. 16 del mensile datato ottobre 1999. In seguito alle proteste dei lettori per il ritmo di pubblicazione eccessivamente lento, nell'estate 1999 Star Comics decise di spostare la serie sul mensile Techno a partire da febbraio 2000, dove venne pubblicata in 37 volumi fino a febbraio 2003. Nell'edizione italiana, intitolata Capitan Tsubasa, furono mantenuti i nomi originali dei personaggi, anche se, per rendere la serie riconoscibile ai lettori e incrementare così le vendite, fu aggiunto in copertina il sottotitolo Holly e Benji, dato che l'anime era già stato trasmesso da anni in televisione. Le traduzioni dei primi due volumi erano caratterizzate da un utilizzo poco corretto del gergo calcistico, come l'uso predominante del termine "punto" in luogo del più corretto "gol", usando peraltro espressioni scorrette come "prendere punti" nel senso di segnare delle reti oppure "perdere punti" nel senso di subirle. Il problema fu risolto a partire dal terzo numero con l'affidamento dell'adattamento dei testi a Mario Rivelli, un appassionato di calcio, il quale corresse le traduzioni affinché venisse adoperato il gergo calcistico appropriato.
La pubblicazione italiana proseguì, senza soluzione di continuità, con i 18 volumi di Capitan Tsubasa World Youth a cadenza mensile, sulla testata Techno, da marzo 2003 ad agosto 2004. La numerazione partì dal numero 38, conteggiando anche i 37 numeri della prima serie. Per evitare problemi di copyright con la FIFA, Star Comics dovette alterare i nomi di giocatori e squadre reali (per esempio l'Inter divenne l'Interland, la Juventus la Juvenile, il Colonia il Kern e Gullit divenne Fullit), anche se per alcune squadre reali (San Paolo, Flamengo e Amburgo) il nome non fu modificato. 
Star Comics importò anche i due speciali Capitan Tsubasa World Youth Special e Capitan Tsubasa – Taro Misaki Story, numerandoli rispettivamente come i volumi 56 e 57 della serie. Le rimanenti serie non si sono invece potute pubblicare all'estero a causa di un contenzioso tra la FIFA e l'editore giapponese Shūeisha riguardo alla presenza nell'opera di squadre, maglie e giocatori reali. Per lo stesso motivo Star Comics non può ristampare Capitan Tsubasa World Youth.
Da giugno 2014 a gennaio 2016 Star Comics ha ripubblicato Capitan Tsubasa in 21 volumetti grossi (300 pagine l'uno circa) con una traduzione riveduta e corretta. Nel 2020 ha inoltre ideato una versione collection del manga composta da cinque cofanetti.

## Temi principali
In Capitan Tsubasa sono presenti i tipici valori della cultura giapponese come amicizia, cameratismo, lotta leale, devozione, rispetto. Questi valori, soprattutto il senso del sacrificio, sono spesso esasperati, come dimostra il fatto che i personaggi della serie, pur di vincere e di realizzare il proprio sogno, sono pronti a rischiare la propria salute se non addirittura la propria vita. Si pensi a Jun Misugi, che, seppur soffrisse di una malattia al cuore, decide di giocare tutta la partita Nankatsu - Musashi, rischiando di morire sul campo, o a Tsubasa Ozora, che, con grande senso del sacrificio e determinazione, decide, nonostante gli infortuni alla gamba e alla spalla, di giocare interamente tre partite, inclusa la finale Nankatsu - Toho, rischiando di mettere a repentaglio la propria carriera. Un altro esempio è quello di Misaki, il quale, nel tentativo di salvare la sorella da un autobus che la stava investendo, viene investito al suo posto infortunandosi gravemente alla gamba e rischiando di saltare tutto il World Youth (Mondiale U-20); Misaki, pur di giocare almeno qualche minuto della finale e realizzare il suo sogno, tenta di guarire dall'infortunio al più presto tramite una lunga e faticosa riabilitazione, e alla fine, pur non essendo guarito del tutto e nonostante la contrarietà del medico a fargli giocare la finale per non rischiare di mettere a repentaglio la propria carriera agonistica, riesce a entrare in campo nel secondo tempo della finale risultando decisivo per la vittoria nipponica. Secondo uno dei kappa boys, Andrea Pietroni, le partite mostrate nella serie non sembrano partite di calcio ma piuttosto delle guerre. In effetti i giocatori si infortunano frequentemente. I vari personaggi inoltre spesso effettuano allenamenti estenuanti per mettere a punto qualche nuovo supertiro.
In Capitan Tsubasa viene data molta importanza al gioco di squadra, nonostante spesso la squadra protagonista vinca anche grazie ad azioni individuali. Ad esempio in Meiwa-Furano, il gioco di squadra della Furano di Matsuyama mette in difficoltà il gioco individualistico del Meiwa di Hyuga, il quale viene salvato dalla sconfitta soltanto dall'ingresso in campo del portiere Ken Wakashimazu. Dopo la sofferta vittoria Hyuga, fino a quel momento un individualista, si rende conto dell'importanza del gioco di squadra. Tale importanza viene messa in risalto anche nella partita San Paolo-Flamengo in cui Carlos Santana (il fuoriclasse del Flamengo), pur avendo dimostrato di essere individualmente più forte di Tsubasa (il numero 10 del San Paolo), perde perché gioca praticamente da solo mentre Tsubasa crede nei suoi compagni di squadra e riesce a segnare il gol della vittoria grazie al loro aiuto.
Alcuni personaggi della serie, come Hyuga, Santana e Levin, almeno inizialmente, sono rudi e scorretti, in parte per sfogare la frustrazione dovuta ai traumi e alle avversità patite in gioventù, come la perdita di persone care (come la fidanzata di Levin e il padre di Hyuga deceduti in incidenti stradali), maltrattamenti (come quelli subiti da Santana dal padre adottivo) e difficoltà economiche (che costringono Hyuga a lavorare part-time per aiutare la famiglia pur essendo minorenne). In ogni caso, dopo aver incontrato Tsubasa, il loro carattere cambia in meglio (quella del protagonista che spinge al ravvedimento gli antagonisti è una caratteristica comune a molti shōnen). Ad esempio Santana, fino a quel momento soprannominato il Cyborg del calcio per la sua apparente freddezza e individualismo, si rende conto dell'importanza del gioco di squadra e diventa più affabile, mentre Levin decide di non fare più uso del supertiro che aveva messo a punto con il proposito deliberato di infortunare i portieri.
Un altro elemento che caratterizza fortemente la serie di Captain Tsubasa è l'irrealtà dei gesti tecnici che fanno da perno alla maggior parte dei calciatori e delle partite. Alcuni esempi ricorrenti sono: i tiri estremamente potenti (al punto da bucare le reti delle porte o causare infortuni ai portieri) o con effetti e curvature imprevedibili; le scivolate e i salti che durano svariati secondi, e durante i quali i calciatori riescono a effettuare altre azioni o a dialogare tra loro; i tiri in rovesciata realizzati ruotando più volte su se stessi; i movimenti estremamente acrobatici (e anche in questo caso prolungati) operati sfruttando i pali o l'appoggio di altri compagni di squadra. Diversi di questi gesti tecnici sono diventati nel tempo simboli della serie, nonché icone dell'animazione giapponese e dei suoi eccessi. Lo stesso discorso vale per alcune caratteristiche inserite per renderli possibili o per esaltare l'atmosfera, come l'estrema lunghezza dei campi e delle azioni (visibile in particolar modo nella serie animata), l'eccesso di infortuni a fini emotivi o di storia, e la costante presenza di uno stadio pieno e di trasmissioni televisive anche per i tornei degli atleti più giovani.

## Altri media

### Serie anime
| Nº | Titolo italiano Giapponese 「Kanji」 - Rōmaji                                      | Episodi | Trasmissione | Trasmissione |
| Nº | Titolo italiano Giapponese 「Kanji」 - Rōmaji                                      | Episodi | Giappone     | Italia       |
| 1  | Holly e Benji - Due fuoriclasse 「キャプテン翼」 - Captain Tsubasa                 | 128     | 1982         | 1986         |
| 2  | Shin Captain Tsubasa 「新キャプテン翼」 - Shin Captain Tsubasa                     | 13      | 1989         | 1995         |
| 3  | Che campioni Holly e Benji!!! 「キャプテン翼 J」 - Captain Tsubasa J               | 46      | 1994         | 1999         |
| 4  | Holly & Benji Forever 「キャプテン翼 Road to 2002」 - Captain Tsubasa Road to 2002 | 52      | 2002         | 2004         |
| 5  | Captain Tsubasa 「キャプテン翼」 - Captain Tsubasa                                 | 91      | 2018         | 2019         |

In seguito al successo del manga venne prodotta da Tsuchida Production una versione animata, Captain Tsubasa, che fu trasmessa in Giappone dal 1983 al 1986. Vennero realizzati 128 episodi che adattavano la storia dei primi due archi narrativi (l'episodio 66 adattò lo speciale Boku wa Misaki Taro). Per evitare di raggiungere il manga ancora in corso, furono inserite numerose scene "riempitive" e in alcuni casi addirittura interi episodi non tratti dal manga, come ad esempio la parte del torneo di Parigi sognata da Holly la notte prima della finale tra la New Team e la Toho. Nonostante questo accorgimento, il manga fu quasi raggiunto, e per questo motivo l'anime si concluse con il termine del campionato delle medie senza trasporre l'arco successivo.
La sigla di apertura è Moete Hero, cantata in due versioni, la prima da Hiroyuki Okita e Yōko Ogai, e la seconda da Takayuki Takemoto; le sigle di chiusura sono tre: Fuyu no Lion (冬のライオン?), cantata da Hiroyuki Okita, Tsubasa yo hashire! - Captain Tsubasa Ouenka, e Ashita ni mukatte shoot, cantata da Yōko Ogai.
La serie anime venne adattata in italiano da Fininvest, con i nomi giapponesi anglicizzati per motivi di semplificazione culturale, con il titolo Holly e Benji - Due fuoriclasse e trasmessa su Italia 1 dal 19 luglio 1986.
Dato che la prima serie anime non raccontava interamente la storia del manga, venne prodotta nel 1989 una serie OAV di 13 episodi, Shin Captain Tsubasa, che narrava l'arco del mondiale giovanile di Parigi. La sigla di apertura è So Long Dear Friend di JETZT, mentre la sigla di chiusura è Saigo no First Kiss di Maimoku Sakura. La serie fu prodotta da Animate e J.C.Staff a causa del fallimento, sopraggiunto nel luglio 1986, della Tsuchida Production. In questa serie la nazionale nipponica giovanile partecipa al mondiale U-16 vincendolo a sorpresa battendo in finale la Germania Ovest. Mentre la prima serie conteneva svariate scene riempitive che rallentavano oltremodo la narrazione, la serie OAV presenta il problema radicalmente opposto: per trasporre gli ultimi 12 volumi del manga in soli 13 episodi, non furono trasposte in animazione numerose azioni di gioco e sottotrame ritenute superflue. La serie OAV si conclude con il ricongiungimento di Holly e Roberto a Parigi al termine della finale, con i due che si danno appuntamento in Brasile, evitando di trasporre i capitoli conclusivi del manga (raccolti nei volumi 36-37) che mostravano Holly debuttare nella nazionale maggiore, fidanzarsi con Patty e partire per il Brasile. Venne trasmesso in italiano nel 1995, su Canale 5, con il titolo Che campioni Holly e Benji!!!.
Nel 1994, in seguito all'inizio della pubblicazione della seconda serie manga, Captain Tsubasa World Youth, venne realizzata una nuova serie animata, Captain Tsubasa J, composta da 47 episodi (di cui uno non trasmesso in Italia presumibilmente perché episodio riepilogativo). La sigla di apertura è Fighting, mentre quella di chiusura è Otokodaro. La serie fu prodotta da Studio Comet. Gli autori dell'anime, per evitare di raggiungere subito il manga ancora in corso ma anche per rendere la serie appetibile anche a chi non avesse mai visto l'anime originale, decisero che i primi 34 episodi sarebbero stati un remake del primo arco della prima serie (cioè fino alla partenza per il Brasile di Roberto senza Holly). Solo a partire dall'episodio 35 iniziarono gli episodi inediti che trasposero solo i primi sette volumi dei diciotto del manga, sia perché quest'ultimo era ancora in corso, sia per problemi di budget, interrompendosi con la prima partita della seconda fase delle qualificazioni asiatiche. Sia la parte "remake" sia quella inedita si presero delle libertà narrative rispetto al manga, compiendo delle alterazioni per lo più minori (anime original), e omettendo delle scene ritenute superflue. Nel 1999 Captain Tsubasa J venne trasmesso in italiano su Italia 1 con lo stesso titolo della precedente, Che campioni Holly e Benji!!!. I nomi furono come sempre anglicizzati, anche se alcuni personaggi avevano come secondo nome il cognome o nome originale (per esempio Oliver Tsubasa Hutton e Rob Denton Aoi). Inoltre, in Italia, per dare continuità all'intero anime, dopo l'episodio 33 (l'episodio 34, di riepilogo, non fu mai doppiato) furono trasmesse le puntate della prima serie dedicate al campionato delle medie, i 13 episodi OAV dello Shin Tsubasa e i quattro film, per poi riprendere con l'episodio 35.
Nel 2001 venne prodotta la versione animata di Captain Tsubasa Road to 2002, prodotta da Group TAC (che ne ha curato le animazioni) e Madhouse, e composta da 52 episodi. I primi 35 episodi rinarrano in maniera poco fedele la storia dall'inizio ricorrendo all'espediente dei flashback di Holly che ripensa al proprio passato mentre gioca l'ultima partita del campionato brasiliano. In particolare gli episodi 1-19 costituiscono il cosiddetto "Road to dream" (secondo remake della serie classica del 1983) mentre gli episodi 20-31 costituiscono il cosiddetto "Road to sky" (primo remake della serie OAV Shin Captain Tsubasa). Gli ultimi 21 episodi costituiscono, infine, il cosiddetto "Road to victory". Gli episodi 32-35 fondono alcuni eventi tratti dal volume 37 del manga con il secondo prologo del World Youth (finale del campionato brasiliano). Gli episodi 36-37 e 42-52 traspongono, invece, i primi sei volumetti di Captain Tsubasa Road to 2002, con l'intermezzo della partita amichevole tra Giappone e Olanda (episodi 38-41) che è anime original (pur traendo ispirazione dalla seconda serie del manga per alcuni elementi come il passato di Rob Denton Aoi). L'adattamento del Road to 2002 non è sempre fedele, sia per la decisione di considerare come mai avvenuti gran parte degli eventi della seconda serie del manga (come il matrimonio tra Holly e Patty e lo stesso Mondiale U-20), sia perché il manga era ancora in corso. Negli ultimi due episodi avvengono le alterazioni maggiori, con il debutto di Holly nel campionato spagnolo contro la squadra di Santana (mentre nel manga era ancora relegato nella squadra B), e con l'epilogo completamente anime original che mostra Holly e il resto della generazione d'oro del calcio giapponese realizzare il proprio sogno di disputare i mondiali scendendo in campo contro il Brasile. Per evitare problemi con la FIFA e per far sì che la serie venisse trasmessa anche all'estero i produttori dell'anime hanno dovuto cambiare i nomi e i colori delle varie squadre realmente esistenti; per esempio l'Inter è diventato il Lombardia, la Juventus il Piemonte, il Barcellona Catalunya, il San Paolo Brancos, il Flamengo Domingo, il Valencia San Jose, il Bayern Monaco Ruteburg, l'Amburgo Grunwald e così via. Le sigle di apertura sono Dragon Screamer di Da Pump (ep. 1-35) e Our Relation di Eriko Imai (ep. 36-52), mentre quelle di chiusura sono Feel So Right di MAX (ep. 1-13), Katsu arrangiata da Toul Soul Brothers, musica di D.A.I (ep. 14-26), Keep On Going di Atsuko Enomoto (ep. 27-39) e Break Off! di DASEIN (ep. 40-52). La serie venne trasmessa su Italia 1 tra il 2004 e il 2005 con il titolo Holly e Benji Forever.
Una nuova serie intitolata semplicemente Captain Tsubasa viene trasmessa in Giappone su TV Tokyo dal 2 aprile 2018, ma si tratta di un remake delle serie precedenti. La prima stagione è prodotta da David Production, composta da 52 episodi, e adatta nuovamente i primi due archi di Capitan Tsubasa; la seconda stagione, prodotta da Studio Kai e composta da 39 episodi, adatta per la seconda volta il Junior Youth Arc. Su richiesta dell'autore del manga e dei produttori dell'anime, al fine di uniformare in tutto il mondo il marchio di Captain Tsubasa, i doppiaggi esteri del nuovo anime hanno mantenuto il titolo originale della serie nonché i nomi originali dei personaggi. La prima stagione della serie è stata trasmessa su Italia 1 tra il 2019 e il 2021, la seconda su Boing dal 2025.
A differenza di molti altri anime trasmessi sulle reti Mediaset che sono stati doppiati presso gli studi milanesi, tutte le serie di Holly e Benji sono state doppiate a Roma, sotto la supervisione di Ludovica Bonanome. Fa eccezione la serie animata del 2018, doppiata a Milano. L'edizione italiana di Holly e Benji, due fuoriclasse è stata pubblicata in DVD singoli e in cofanetto da Yamato Video, mentre Holly e Benji Forever da Stormovie. Per le edizioni italiane sono state composte apposite sigle. Per la prima serie è stata utilizzata Holly e Benji due fuoriclasse, musica di Augusto Martelli, testo di Alessandra Valeri Manera e Nicola Gianni Muratori, cantata da Paolo Picutti. Per la seconda e la terza serie è stata utilizzata Che campioni Holly e Benji!!!, musica di Silvio Amato, testo di Alessandra Valeri Manera, cantata da Cristina D'Avena e Marco Destro. La sigla italiana della quarta serie è Holly & Benji Forever, musica di Giorgio Vanni e Max Longhi, testo di Alessandra Valeri Manera, cantata da Cristina D'Avena e Giorgio Vanni. La nuova serie reboot Captain Tsubasa adotta invece una nuova sigla dal titolo Tutta d'un fiato (fino al fischio finale), con testi e musiche di Giordano Cremona, Cristina D'Avena, Jacopo Angelo Ettorre e Federico Mercuri, cantata da Cristina D'Avena.

### Film
Tra il 1985 e il 1986, in occasione del festival Toei Manga Matsuri, uscirono quattro film su Capitan Tsubasa: 
1. Holly e Benji: La grande sfida europea (キャプテン翼 ヨーロッパ大決戦?, Captain Tsubasa Europe daikessen),
2. Holly e Benji: La selezione giovanile del Giappone (キャプテン翼 危うし! 全日本Jr.?, Captain Tsubasa Ayaushi! Zen Nippon JR), che sono ambientati tra la fine del torneo delle elementari e i primi due anni delle scuole medie e in cui il Giappone affronta in varie amichevoli una selezione europea. I primi due film sono entrambi del 1985.
3. Holly e Benji: Corri per il domani! (キャプテン翼 明日に向って走れ!?, Captain Tsubasa Asu ni mukatte hashire) del 1986,
4. Holly e Benji: La grande sfida mondiale: Jr World Cup! (キャプテン翼 世界大決戦!! Jr.ワールドカップ?, Captain Tsubasa Sekai daikessen! Junior World Cup), sempre del 1986, ambientati entrambi subito dopo la finale del campionato delle medie, terminata in parità tra New Team e Toho, e in cui il Giappone partecipa a un mondiale giovanile a cui prendono parte anche gli Stati Uniti d'America, l'Europa e il Sudamerica. Dopo aver sconfitto facilmente gli Stati Uniti in semifinale, il Giappone sconfigge in finale il Sudamerica di Santana grazie a un phoenix drive shot di Holly in zona Cesarini.

Nel 1994 è uscito anche un OAV lungo, Captain Tsubasa: Saikyo no teki! Holland Youth (キャプテン翼 最強の敵! オランダユース?, Captain Tsubasa: Saikyo no teki! Oranda Yūsu), che è la versione anime dell'omonimo speciale manga, in cui il Giappone affronta in tre amichevoli la forte nazionale dei Paesi Bassi. Nelle prime due partite il Giappone privo di Holly perde 6-0 e 7-0, invece nella terza partita, con Tsubasa in campo, il Giappone vince addirittura 11-1.
I primi quattro film sono stati adattati in italiano, spezzettati in nove episodi da 20 minuti ciascuno e trasmessi su Italia 1 come se fossero episodi della serie animata. I lungometraggi sono poi stati editi nel loro formato originale da Yamato Video e pubblicati per l'home video in un cofanetto da due DVD nel 2007.

### Videogiochi
Sono stati prodotti diversi videogiochi su Capitan Tsubasa. A differenza di altri giochi di calcio, la maggior parte di questi è una sorta di RPG in cui il giocatore, se si trova in prossimità di un avversario o se preme un tasto, si ferma e può decidere con calma cosa fare a seconda se è in possesso o meno del pallone. Se è in possesso può dribblare, passare, tirare e fare una triangolazione. Se invece non è in possesso di palla ed è vicino ad un avversario può effettuare un tackle, oppure intercettare un eventuale passaggio o marcare. Il portiere quando deve parare un tiro può decidere se afferrarlo o respingerlo di pugno. Se decide di respingere il pallone la probabilità di non subire gol su quel tiro specifico aumenta con il rischio però che la palla respinta torni all'avversario con conseguente nuovo tiro. Il giocatore può effettuare i vari tiri speciali tipici del manga e dell'anime, ma il loro utilizzo è limitato dal fatto che essi fanno calare di molto l'energia del giocatore (quantificata numericamente dagli "HP", "Heath points"). Non appena gli HP del giocatore scendono al di sotto del "costo energetico" della tecnica speciale, essa non può più essere utilizzata. Quando gli HP del giocatore sono prossimi allo zero le prestazioni del giocatore calano drasticamente, non avendo ben dosato le proprie energie.
La maggior parte dei videogiochi prima del 2010 sono solo in giapponese e non sono mai stati esportati.
NES
- Captain Tsubasa (1988)
- Captain Tsubasa II: Super Striker (1990)

SNES
- Captain Tsubasa III: Kōtei no chōsen (1992)
- Captain Tsubasa IV: Pro no rival tachi (1993)
- Captain Tsubasa V: Hasha no shōgō campione (1994)
- Captain Tsubasa J: The Way to World Youth (1995)

Game Boy
- Captain Tsubasa Vs. (1992)
- Captain Tsubasa J (1995)

Mega Drive/Genesis
- Tecmo Cup Football Game (1993)

Sega CD
- Captain Tsubasa (1994)

PlayStation
- Captain Tsubasa J: Get In The Tomorrow (1996)
- Captain Tsubasa: Aratanaru densetsu joshō (2002)

PlayStation 2
- Captain Tsubasa (2006)

Game Boy Advance
- Captain Tsubasa: Eikō no kiseki (2002)

Nintendo DS
- Captain Tsubasa: New Kick Off (2010)

Nintendo GameCube
- Captain Tsubasa: Ōgon sedai no chōsen (2002)

PC
- Captain Tsubasa Jikkyou Typing (2003)
- Captain Tsubasa: Rise of New Champions (2020)

Smartphone
- Captain Tsubasa: Nankatsu vs. Toho (2006)
- Captain Tsubasa: Dream Team (2017)

PlayStation 4, Nintendo Switch
- Captain Tsubasa: Rise of New Champions (2020)

### Altro
Su Capitan Tsubasa sono stati pubblicati due databook. Il primo, Capitan Tsubasa Netto Special (キャプテン翼 熱闘スペシャル?, Kyaputen Tsubasa Nettō Special), è uscito nel 1985. Contiene al suo interno le rose delle squadre presenti nel manga, i risultati delle partite e le descrizioni dei personaggi. Inoltre include il fotoromanzo Viaggio in Europa, in cui l'autore Yōichi Takahashi racconta di un viaggio in Europa per andare a trovare Taro Misaki e Genzo Wakabayashi, e gli speciali Capitan Tsubasa capitolo 0, l'episodio pilota della serie, Super Hit Soccer Romance, sul debutto di Tsubasa nel campionato brasiliano, e Boku wa Misaki Taro. Il secondo, Capitan Tsubasa 3109 nichi zenkiroku (キャプテン翼3109日全記録?, Kyaputen Tsubasa 3109 nichi zenkiroku), è stato pubblicato nel maggio 2003 e raccoglie le schede dei protagonisti e dati, statistiche e tabellini delle partite disputate nel manga. Deve il suo nome al fatto che i dati coprono il periodo tra gli 11 e i 20 anni dei protagonisti, per complessivi 3109 giorni.
Capitan Tsubasa Mirai Bunko è una serie di light novel scritta da Hitomi Wada e illustrata da Yōichi Takahashi, pubblicata a partire dal 2013 dall'etichetta Shūeisha Mirai Bunko. Al 2019 sono stati pubblicati cinque libri, che ripercorrono i primi due archi narrativi di Capitan Tsubasa.
Nel 2021 Takahashi è tornato a lavorare sulla serie con Next Dream, una storia che racconta il prosieguo delle avventure di Tsubasa, dei suoi compagni di nazionale e dei loro avversari, alle prese con la massima competizione calcistica europea per club: la Champions League. La storia è stata concepita per il videogioco per applicazioni mobili Captain Tsubasa: Dream Team ed è distribuita all'interno dell'app del gioco dall'azienda KLab tramite una serializzazione a episodi composti da testi, vignette e dialoghi parzialmente doppiati. L'inizio è avvenuto nel 2021 e i capitoli escono a frequenza mensile.

## Accoglienza
Capitan Tsubasa ha riscosso molto successo sia in Giappone che nel resto del mondo. In patria il manga ha venduto più di 70 milioni di copie (dato aggiornato al 2008). Il manga è stato pubblicato anche in Corea del Sud, Thailandia, Singapore, Taiwan, Hong Kong, Indonesia, Francia, Italia, Spagna e Germania. Le edizioni italiana, francese, spagnola e tedesca mantengono titolo e nomi originali (traducendo al più Captain invece di lasciarlo in inglese), pur aggiungendo in copertina come sottotitolo il nome locale dell'anime per rendere la serie riconoscibile ai potenziali lettori, essendo arrivata per prima in Europa occidentale la serie animata. La prima serie e il World Youth sono state pubblicate in Italia da Star Comics dal febbraio 2000 all'agosto 2004 e in Francia da Jai' lu dall'agosto 1999 al marzo 2004, mentre in Spagna e in Germania sono stati editi solo i 37 volumi della prima serie. L'edizione tedesca fu edita da Carlsen Verlag dall'aprile 2002 al giugno 2006, mentre quella spagnola fu pubblicata da Glénat tra il 2003 e il 2007. Le serie successive non hanno potuto essere esportate in occidente a causa di un contenzioso tra la FIFA e l'editore giapponese riguardo alla presenza nell'opera di squadre, maglie e giocatori reali, che successivamente bloccò l'esportazione o la ristampa dello stesso World Youth al di fuori del Giappone. Per tale motivo, Star Comics in Italia e Glénat in Francia si limitarono a ristampare la sola prima serie.
Anche l'adattamento animato riscosse un ottimo successo, sia in Giappone che in Europa Occidentale. Nel 2001 la serie anime di Capitan Tsubasa venne classificata al 49º posto nella lista dei 100 anime migliori stilata dalla rivista Animage. Nel 2005 l'emittente televisiva giapponese TV Asahi promosse una votazione on-line e un sondaggio nazionale sui 100 anime più amati; Captain Tsubasa si classificò al 41º posto nella votazione e al 30° nel sondaggio. Un nuovo sondaggio del 2006, sempre per conto di TV Asahi, ha premiato la serie anime al sedicesimo posto nella "Lista delle celebrità". In Italia l'anime debuttò nel 1986 su Italia 1 di Fininvest/Mediaset, con i nomi anglicizzati per ragioni di semplificazione culturale e con il titolo di Holly e Benji. La stessa Fininvest trasmise l'anime in Francia e in Spagna rispettivamente su La Cinq e Telecinco, riciclando molti dei nomi dell'adattamento italiano. In Francia la serie, nota come Olive et Tom, debuttò nel 1988, mentre in Spagna esordì nel 1990 con il titolo di Oliver y Benji. Negli anni novanta l'anime approdò anche in America Latina con il nome di Supercampeones e con un adattamento diverso da quello trasmesso in Spagna da Telecinco; i nomi dei personaggi furono alterati rispetto all'edizione originale, ma solo per alcuni di essi fu riciclato il nome dell'adattamento spagnolo della Fininvest. In Europa Occidentale la serie animata ha riscosso un enorme successo.
Si ritiene comunemente che Capitan Tsubasa abbia dato un importante contributo alla diffusione del calcio in Giappone. Prima dell'inizio di Capitan Tsubasa, il calcio era uno sport poco diffuso in Giappone, il cui campionato nazionale (la Japan Soccer League) era prettamente dilettantistico, e la stessa nazionale giapponese non aveva conseguito risultati di rilievo, a parte la medaglia di bronzo alle Olimpiadi del 1968. In seguito al successo del manga la popolarità del calcio tra i giovani ha conosciuto un incremento notevole e ciò avrebbe contribuito all'istituzione di un campionato giapponese professionistico, la J League, nonché al miglioramento delle prestazioni della nazionale nipponica che nel 1998 ha conquistato la sua prima storica qualificazione ai mondiali e nel 2002 è riuscita persino a raggiungere gli ottavi di finale. Molti calciatori celebri come Hidetoshi Nakata, Alessandro Del Piero, Fernando Torres, Lukas Podolski, Thierry Henry, Gennaro Gattuso, Alexis Sánchez e Andrés Iniesta, ex telespettatori dell'anime, hanno dichiarato che, se sono diventati calciatori professionisti, è anche per merito di questa serie che ha contribuito a far nascere e crescere in loro la passione per il gioco del calcio.
Durante l'occupazione statunitense dell'Iraq, il Ministero degli Affari Esteri iracheno sfruttò la popolarità della serie facendo attaccare degli adesivi di Captain Tsubasa sui camion dell'alimentazione idraulica delle forze di autodifesa giapponesi, in modo da rassicurare la gente del posto (Samawa, nell'Iraq meridionale) sulla natura amichevole dell'unità. Al contempo, la Japan Foundation mise a disposizione gratuitamente un'intera stagione di Captain Tsubasa doppiata in arabo alla stazione televisiva più grande dell'Iraq.
A conferma del successo della serie, nella primavera 2013 fu eretta una statua in bronzo di Tsubasa a Katsushika, la città natia del creatore dell'anime. Inoltre, durante la cerimonia di chiusura dei giochi olimpici estivi del 2016 fu trasmesso un video animato per promuovere le Olimpiadi di Tokyo 2020 in cui Tsubasa e Misaki effettuano il loro twin shot (tiro combinato) e successivamente Tsubasa effettua una sua tipica rovesciata. Nel corso di una partita del Giappone valida per il campionato mondiale di calcio 2018, i sostenitori giapponesi hanno esposto uno striscione contenente un'illustrazione tratta dal manga e diversi messaggi di sostegno alla nazionale. Alla fine del 2018, la città di Katsushika ha organizzato la campagna "Captain Tsubasa Cup, Gotta Win!" durante lo svolgimento dell'annuale campionato calcistico giovanile nel tentativo di attrarre i turisti in città e mantenere in attività i giovani, e ha assegnato a Takahashi il Premio di Cittadino Onorario in virtù dell'impatto positivo del manga sulla città.
Nel sondaggio Manga Sōsenkyo 2021 indetto da TV Asahi, 150 000 persone hanno votato la loro top 100 delle serie manga e Capitan Tsubasa si è classificata al 97º posto.

### Citazioni, riferimenti e parodie
A seguito del successo della serie, Tsubasa e gli altri personaggi fanno delle apparizioni cameo in altre serie.
- Nell'anime Palla al centro per Rudy viene detto nella versione italiana della prima puntata che Rudy proveniva dalla Saint Francis, la squadra di Genzo Wakabayashi. In realtà questi legami tra Holly e Benji e Palla al centro per Rudy esistono solo nella versione italiana e sono stati inventati da Fininvest in modo da far aumentare l'audience del nuovo cartone.[63]
- Nel manga Striker Jin (anche questo creato da Takahashi) il protagonista e i suoi amici incontrano nelle pagine finali Tsubasa e compagnia[64].
- Una parte della famosa finale Nankatsu-Toho è apparsa in un altro anime sul calcio chiamato Pegasus.
- Nel primo episodio di Eyeshield 21, un anime sul football americano, viene parodiato Captain Tsubasa.
- Tetsuo Hara, cocreatore di Ken il guerriero, prese da Takahashi l'abitudine di disegnare le gambe sproporzionatamente lunghe.